# شاومبورغ
شاومبورغ هي منطقة (أقضية) في ولاية سكسونيا السفلى، ألمانيا. يحدها (في اتجاه عقارب الساعة من الشمال) مقاطعات نينبورغ (Nienburg (district)) وهانوفر وهاملن-بيرمونت (Hamelin-Pyrmont)، وولاية شمال الراين-وستفاليا (مقاطعات ليبه ومندن-لوبيكه (Minden-Lübbecke)).

## أعلام
- مايك نيكسون

## روابط خارجية
- Official website (بالألمانية)
- Schaumburg-Lippe genealogy website (بالإنجليزية)

إحداثيات: 52°15′N 9°10′E / 52.25°N 9.17°E